# Elke Krystufek
Elke Silvia Krystufek (16. července 1970, Vídeň) je rakouská multidisciplinární umělkyně, známá pro svou provokativní a často autobiografickou tvorbu, která zkoumá témata identity, sexuality a ženského těla. Zabývá se malbou, fotografií, videem, koláží, kresbou, performancemi a zvukem. Její práce navazuje na rakouské umělce – od Egona Schieleho po vídeňské Akcionisty a Valie Export, kteří zkoumali sexualitu v umění a svými díly často překračovali hranice konformity. Pokrývá otázky související se sexem a svými performancemi, kresbami, fotografiemi nebo filmy zpochybňuje společenská pravidla a zkoumá vlastní identitu, vztahy mezi svým tělem a diváky.

## Život a dílo
V letech 1988–1993 Elke Krystufek studovala na Akademii výtvarných umění ve Vídni, kde ji silně ovlivnilo dílo Arnulfa Rainera, jednoho z průkopníků vídeňského akcionismu. Toto umělecké hnutí působící v letech 1960 až 1970 považovalo performance za politický nástroj k osvobození těla. Jako součást generace fascinované ideologickým převratem, který hnutí vyvolalo v Rakousku, se rychle prosadila jako jeho nástupkyně.
Uznání získala v 90. letech. Již ve svých 28 letech reprezentovala Rakousko na bienále v São Paolo a od té doby vystavuje na mezinárodní úrovni, včetně účasti na Benátském bienále v roce 2009. Působila jako hostující profesorka na Univerzitě umění a designu v Linci, v letech 2001–2002 byla hostující profesorkou na Státní akademii výtvarných umění v Karlsruhe a v letech 2005–2006 přednášela na Akademii výtvarných umění ve Vídni. Žije a pracuje ve Vídni a Berlíně. V roce 2002 jí byla udělena cena Svena Daalsgaarda v Kodani a v roce 2003 byla vyznamenána cenou města Vídně za výtvarné umění. Od roku 2011 používá jméno Elke Silvia Krystufek, které je zároveň koncipováno jako její vlastní umělecké dílo.  

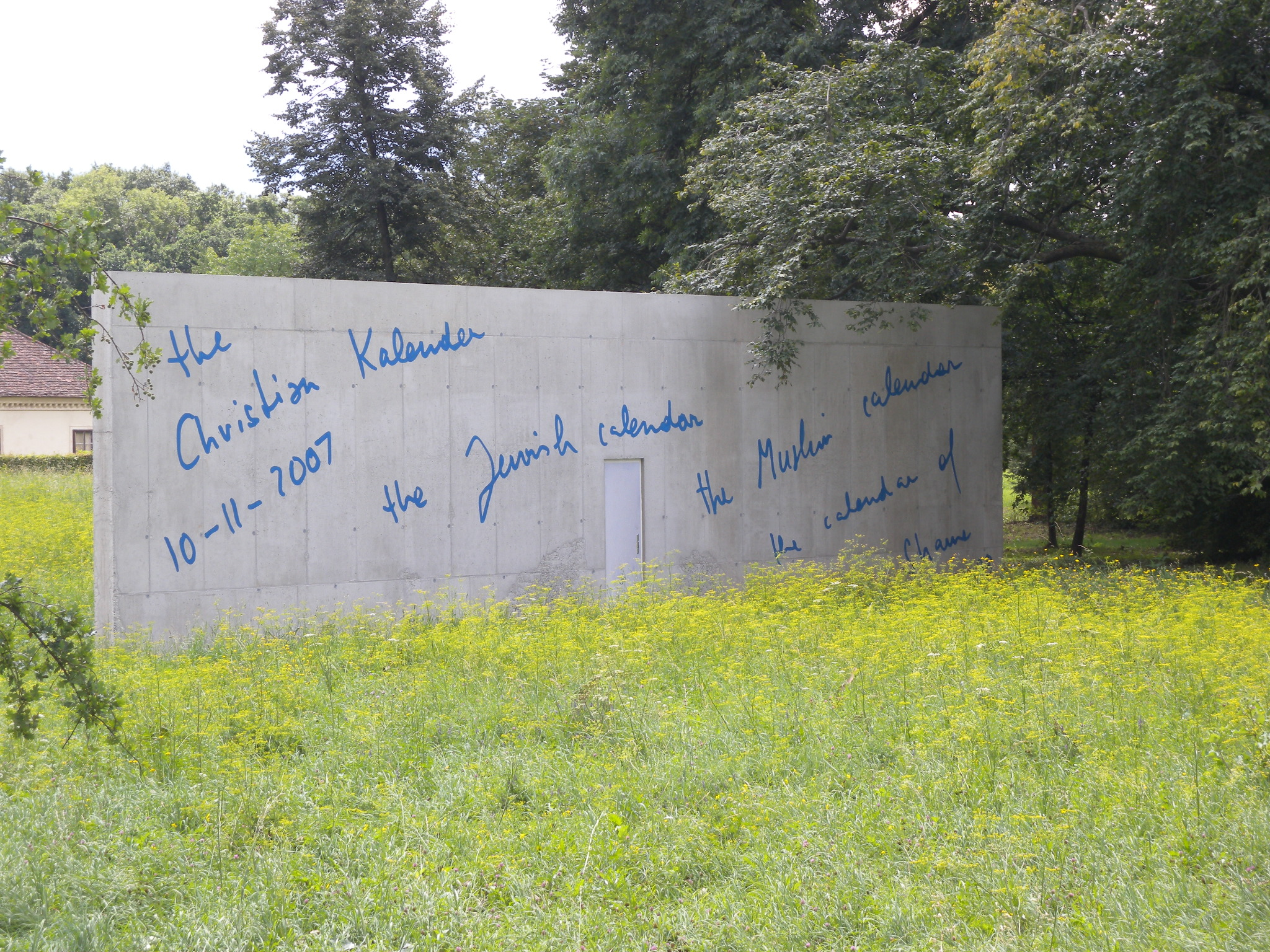
Elke Krystufek: Zeď mlčení (Zámecký park Grafenegg)

Pro její tvorbu je charakteristický konfrontační přístup, spojuje autobiografické prvky se sociopolitickým komentářem a vytváří provokativní styly, které posouvají hranice. Konfrontace s politikou a kulturou jsou součástí jejího feminismu a zahrnují její zaujetí možnostmi žen definovat si, jak na veřejnosti projevit svou vlastní identitu. Její koláže, malby, videa a fotografie ji zachycují v různých fázích života, své tělo a tvář používá jako médium a zrcadlo (Satisfaction 1994, Wreckage 1995, Love by Memory (Peace) 1999). Masky, paruky, kostýmy a závoje se v její tvorbě opakují a souvisí s tématem ženského zahalování, jak je vidět v asambláži Otherlies z roku 2019. Odkazy na rakouskou vnitřní politiku se nacházejí v dílech jako Not My Government a Not My Justice (oba 2019) nebo Störung der Nachtruhe der Republik? (2018).
Své názory vyjadřovala ručně psanými poznámkami, které umisťovala na svá plátna. Její textové fragmenty jsou psány anglicky, genderová problematika a voyeurismus jsou opakující se témata. Objevovaly se také na divadelních scénách a v autorských knihách. Kniha V náručí štěstí (In the Arms of Luck) je intimní a znepokojivý deník obsahující 56 autoportrétů nakreslených černou a barevnou tužkou mezi lety 1977 a 1999. Autobiografické poznámky ke kresbám poskytují základní informace o hledání identity, které osciluje mezi láskou a nenávistí, sebeuspokojením a znechucením, fantazií a kritickým odstupem. 
Elke Silvia Krystufek zpochybňuje genderové stereotypy a nabourává hodnoty zavedené patriarchální společností. „Vidím se jako sociální pornograf a jako umělec uvnitř a zapojený do systému. Moje práce je vždy silně motivována historií umění a sexualita mě zajímá jako sociální či asociální fenomén.“ (Sex ve městě , 2003).
Její práce jsou zastoupeny v mnoha veřejných sbírkách ve Vídni (Muzeum moderního umění, Albertina, Belvedere, Muzeum užitého umění) a dalších rakouských i evropských městech (Muzeum modernismu Salzburg, Nová galerie Graz, Kunsthaus Bregenz, Lentos Linz, UBS Collection Curych, Kolekce Gaddi Lucca, Státní muzeum Kodaň, Muzeum Migros Curych, Centre Pompidou Paříž). 

## Samostatné výstavy (výběr)
- 1997 I Am Your Mirror (Jsem tvé zrcadlo), Secese, Vídeň
- 2000: Nobody Has To Know (Nikdo to nemusí vědět), Portikus, Frankfurt nad Mohanem
- 2003: Naked and Mobile (Nahý a pohyblivý), Sammlung Essl, Klosterneuburg
- 2008: Für das Glück zuständig (Zodpovědný za štěstí), CAMERA AUSTRIA, Štýrský Hradec
- 2009: the female gaze at the male or unmale man (ženský pohled na muže či nemuže), Galerie Meyer Kainer, Vídeň
- 2009–10: Less Male Art (Méně mužského umění), Kestnergesellschaft, Hannover
- 2011: Locals and Immigrants (Místní a imigranti), Susanne Vielmetter Los Angeles Projects
- 2011–2014: HARMONIE – série výstav (Londýn, Los Angeles, Curych, Poitiers, Berlín, Vídeň,
- 2015: Mode, Combo, Vídeň
- 2018: Luxus, W&K – Wienerroither & Kohlbacher, Vídeň
- 2019: 30 Years - No Overview (30 let – žádný přehled), Croy Nielsen, Vídeň[4]
- 2022 Elke Silvia Krystufek, W&K Palais, Vídeň, Rakousko